# Pseudaphelia barotsina
Pseudaphelia barotsina är en fjärilsart som beskrevs av Rothschild 1907. Pseudaphelia barotsina ingår i släktet Pseudaphelia och familjen påfågelsspinnare. Inga underarter finns listade i Catalogue of Life.